# لولوواگودا
لولوواگودا (به لاتین: Loluwagoda) یک منطقهٔ مسکونی در سری‌لانکا است که در ناحیه گامپاها واقع شده‌است.